# Vidya Pradeep
Vidya Pradeep, née le 25 novembre 1995 à Chennai, est une actrice indienne, connue pour ses rôles dans le cinéma tamil notamment avec les films Saivam (en) (2014) et Thadam (2019).

## Biographie
Elle pratique le Bharata natyam durant son enfance puis, après avoir obtenu un master en biotechnologie, Vidya Pradeep poursuit son doctorat dans un hôpital à Chennai en travaillant sur la biologie cellulaire, plus spécifiquement sur les cellules souches,.
Pendant son doctorat, Vidya travaille comme modèle et apparait dans plusieurs magazines de mode et spots publicitaires. Vidya signe son premier film avec Ayal Peyer Thmizharasi en étant créditée sous le nom de Dhyana. En 2010, elle tient le rôle principal dans son second film Virunthali (en). Ensuite, le réalisateur de cinéma A. L. Vijay (en) la remarque et la fait jouer dans le film dramatique Saivam (en) qui obtient un certain succès. Elle reprend à ce moment-là, en 2014, son nom d'origine.
En 2017, sa prestation dans le film Bangara s/o Bangarada Manushya (en) est appréciée par le journal Deccan Herald. Elle continue de recevoir des critiques positives, notamment de la part du journal The Indian Express sur le film Thadam en 2019.

## Filmographie partielle
Vidya Pradeep a joué dans une dizaine de films.
 Sauf indication contraire, les informations mentionnées dans cette section peuvent être confirmées par la base de données cinématographiques IMDb,  présente dans la section « Liens externes ».

### Cinéma
- 2010 : Virunthali (en): Archana
- 2014 : Saivam (en) de A. L. Vijay (en) : Thenmozhi
- 2019 : Thadam de Magizh Thirumeni (en) : Malarvizhi

### Télévision
- 2018 : Nayagi (en) (718 épisodes)